# Erico Santos
Erico Di Primio Leitão dos Santos (Cacequi, 8 de janeiro de 1952) é um pintor, desenhista, gravador, escultor e escritor brasileiro. É conhecido por suas mulheres estilizadas, com saias coloridas, laborando na colheita de flores, vindimas, trigais ou algodão. Sua maneira peculiar de representação formal e cromática formou escola, sendo motivo de inspiração para outros artistas e admiradores da arte.
Preocupado mais com a plástica e o exercício cromático do que com o regionalismo, sua obra apresenta um aspecto universal, onde o tema não tem importância imediata, mas sim o resultado plástico. Sua pintura traduz movimento e perspectiva cromática.
Erico Santos lançou os livros Pintura e Palavra, em 1998 e Arte, Emoção e Diálogo, em 1999.
É idealizador e fundador do Museu de Arte de Montenegro , no Rio Grande do Sul, onde é conselheiro.
Divide o seu tempo entre Porto Alegre e Milão, onde tem seus estúdios. É membro da Famiglia Artistica Milanese, de Milão e da SATURA associazione culturale, de Gênova.
Em 19 de setembro de 2007 foi homenageado com uma placa pelo Grêmio Foot-Ball Porto Alegrense, durante as comemorações dos 104 anos do clube.
Foi premiado na 1ª Bienal Internacional de Arte Contemporânea da Argentina, em Buenos Aires, em 2012 e na V Bienal de Arte de Gênova, na Itália, em 2013.
Em 2014 foi homenageado pelos seus 40 anos de pintura no Museu de Arte de Santa Maria e na Casa da Fazenda do Morumbi, em São Paulo.
Em 2016, recebeu o troféu Giuseppe Garibaldi, em Porto Alegre-RS.
Em 2017, participou, a convite, da VII Bienal de Arte de Gênova e recebeu o título de “Grande Mestre da Arte Italiana de Clara Fama Internacional”, pela Accademia Santa Sara, em Alessandria, Itália.
Em 2018, “Pintor Destaque” pela Associação Gaúcha de Artistas Plásticos do Rio Grande do Sul.

Indicado para o "PRESS AWARD Milão 2018" Voto Popular, categoria "Artes Visuais".